# Fishin' for Woos
Fishin' for Woos je jedenácté studiové album punk rockové kapely Bowling for Soup, vyšlo 26. dubna 2011. Album bylo vydáno ve spolupráci s Brando Records.

## Informace o albu

### Vydání
Album bylo nahráváno více než tři týdny v červnu 2010 ve Španělsku. Frontman kapely Jaret Reddick stanovil, že album bude vydáno někdy na jaře roku 2011. Před vydáním alba plánovala kapela vydat EP se šesti skladbami a názvem "Fishin' for Woos". Seznam písní na albu měl být podle plánu takovýto: "Let's Pretend We're Not In Love", "Dear Megan Fox", "Here's Your Freakin' Song", "Evil All Around the World" a také píseň, kterou hraje kapela už dlouho, ale nebyla nikdy vydána, totiž "Guard My Heart". EP mělo vyjít 5. října 2010. Reddick ale 24. září přes Twitter oznámil: "Špatná zpráva: Vydání nové EP bylo odsnunuto. Dobrá zpráva: Nové kompletní album dříve, píseň zdarma a mnhoem více!" V ten samý den o něco později dala kapela novou píseň s názvem "Friends Chicks Guitars" volně ke stažení na své oficiální stránce. Na dotaz, zda na novém albu budou některé písně z plánované EP odpověděl Jaret: "Možná 2, nebo 3". Skupina uvolnila další píseň "Let's Pretend We're Not In Love" a to exkluzivně pro své fanoušky na stránce BFSArmy Fancorps v listopadu 2010. 15. listopadu 2010 oznamuje Reddick, že nové album bude vydáno 3. května 2011. Tato zpráva byla o dva dny později opět přes Twitter potvrzena spolu s informací, že Merry Flippin' Christmas Volume 1 bude k dispozici na iTunes a na CD, první dvě alba kapely budou znovu vydána a v květnu bude nové album a kapela vyrazí na turné.
Reddick také oznámil, že místo vydání EP před vydáním kompletního alba, vydá kapela jen album, které bude mít 12 písní a bude se jmenovat !Fishin' for Woos". Také uvedl název další písně: "I've never Done Anything Like This" (spolu s Kay Hanley).
Jako podpora pro vydání alba se rozhodla kapela vyrazit na jaře 2011 na turné po USA.
Dne 10.3.2011 si fanoušci mohli poslechnout další skladbu z nového alba – "Girls in America". Tato píseň získala titul "Song of the day" na rádiu FM102x. Na jeho internetových stránkách byla rovněž zveřejněna volně k poslechu.

### Zvuk
Reddick prohlásil, že fanouškům Drunk Enough To Dance a A Hangover You Don't Deserve se bude album líbit. Basista a zpěvák Erik Chandler řekl v rozhovoru s Rocksins.com, že "album bude znít velmi podobně jako zvuk Bowling for Soup v letech 2002- 2004."

### Singly
Prvním singlem je "S-S-S-Saturday" někdy nazývána též "Saturday Night". Tuto skladbu zahrála kapela živě na ABC pro Professional Bowlers Association Tournament of Champions finals 22. ledna 2011. Reddick začal pracovat na videu pro tuto píseň. Skupina dala tuto skladbu volně ke stažení na iTunes a My Space 17. ledna 2011.)

## Seznam skladeb
| Pořadí         | Název                                                | Autor                                | Délka |
| -------------- | ---------------------------------------------------- | ------------------------------------ | ----- |
| 1.             | Let's Pretend We're Not in Love                      | Jaret Reddick                        | 3:08  |
| 2.             | Girls in America                                     | Reddick, Zac Maloy, Tommy Henrickson | 3:08  |
| 3.             | S-S-S-Saturday                                       | Reddick, Linus of Hollywood          | 3:05  |
| 4.             | What About Us                                        | Reddick                              | 3:58  |
| 5.             | Here's Your Freakin' Song                            | Reddick, Linus of Hollywood          | 3:55  |
| 6.             | This Ain't My Day                                    | Reddick                              | 3:11  |
| 7.             | Smiley Face (It's All Good)                          | Reddick                              | 3:02  |
| 8.             | Turbulence (feat Gabriel Mann)                       | Reddick, Linus of Hollywood          | 3:58  |
| 9.             | I’ve Never Done Anything Like This (feat Kay Hanley) | Reddick, Linus of Hollywood          | 3:15  |
| 10.            | Friends Chicks Guitars                               | Reddick                              | 3:42  |
| 11.            | Guard My Heart (2010)                                | Erik Chandler, Reddick               | 3:59  |
| 12.            | Graduation Trip                                      | Reddick                              | 3:56  |
| Celková délka: | Celková délka:                                       | Celková délka:                       | 42:17 |

### B- strany
- "Dear Megan Fox"
- "Evil All Over The World"
- "My Girlfriend's an Alcoholic"
- "Sixteen Years, That's a Lot of Beers"